# Hymenophyllum fuscum
Espèce
L'hymenophylle sombre - Hymenophyllum fuscum - est une fougère de la famille des Hyménophyllacées originaire d'Indonésie (île de Java).
Synonymes : Amphipterum fuscum (Blume) C.Presl, Didymoglossum fuscum (Blume) Hassk., Hymenophyllum dipteroneuron A.Br. ex Kunze, Trichomanes fuscum Blume

## Description
Hymenophyllum fuscum appartient au sous-genre Hymenophyllum.
Cette espèce a les caractéristiques suivantes :
- son rhizome est long, filiforme et non pileux ;
- les frondes, de dix à seize centimètres de long sur deux à trois centimètres de large, comportent un limbe lancéolé-oblongue, divisé deux fois ;
- le pétiole est bordé sur tout son long de deux ailes cellulaires et mesure deux à quatre centimètres ;
- tout le bord du limbe est irrégulièrement ondulé et dentelé ;
- le limbe, diaphane, devient sombre à noir en séchant, ce qui est à l'origine de l'épithète spécifique ;
- Les sores, solitaires, sont portés par l'extrémité d'un segment axillaire, majoritairement à la partie terminale du limbe ;
- l'indusie est formée deux lèvres de forme oblongue ;
- les grappes de sporanges sont complètement recouvertes par l'indusie, qui s'ouvre cependant à maturité.

## Distribution
Cette espèce, plutôt épiphyte de forêts pluviales, est présente en Indonésie (Java).

## Historique
Hymenophyllum fuscum a été de nombreuses fois déplacée dans la famille des Hymenophyllacées et illustre, à l'instar de nombreuses autres, le jeu de piste des espèces de cette famille.
Cette espèce est décrite une première fois par Carl Ludwig Blume en 1828.
En 1849, Karel Bořivoj Presl la place dans le genre Amphipterum : Amphipterum fuscum (Blume) C.Presl.
Peu après, en 1857, Justus Carl Hasskarl en fait une espèce du genre Didymoglossum : Didymoglossum fuscum (Blume) Hassk.
Roelof Benjamin van den Bosch la place dans le genre Hymenophyllum en 1861.
En 1905, Carl Frederik Albert Christensen confirme cette position dans le genre Hymenophyllum, sous-genre Euhymenophyllum section Amphipterum
Puis Edwin Bingham Copeland la replace d'abord en 1937 dans un sous-genre : Hymenophyllum subgen Amphipterum puis en 1938 dans le genre Amphipterum.
En 1968, Conrad Vernon Morton la replace dans le genre Hymenophyllum, sous-genre Mecodium, section Amphipterum.
Enfin, en 2006, Atsushi Ebihara, Jean-Yves Dubuisson, Kunio Iwatsuki, Sabine Hennequin et Motomi Ito la replacent dans le sous-genre Hymenenophyllum, la section disparaissant.